# Einar Haugen
Einar Ingvald Haugen, född 19 april 1906 i Sioux City, Iowa, död 20 juni 1994 i Belmont, Massachusetts, var en norsk‐amerikansk lingvist. 

## Biografi
Haugen föddes i Sioux City i Iowa som barn till de norska immigranterna John E. Haugen (1877–1956) och Kristine Gorset (1878–1965) från Oppdal. Haugen växte således upp en tvåspråkig miljö vilket lade grunden för hans språkvetenskapliga intresse för tvåspråkighet.
Haugen studerade vid St. Olaf College i Northfield i Minnesota där han tog examen 1928. Därefter disputerade han vid University of Illinois at Urbana-Champaign år 1931 med en avhandling om nynorskans historia. Han blev därefter anställd vid institutionen för skandinaviska studier vid Wisconsins universitet där han kom att arbeta i över 30 år, som professor efter 1938.
Haugens forskning kretsade kring tvåspråkighet, och han fick sitt internationella genombrott med verket The Norwegian Language in America. A Study in Bilingual Behavior (1953) och han bedrev fältarbete i det norska språket såsom det talades i norskbygderna i USA.
Han blev ordförande för Linguistic Society of America 1950 och för Comité international permanent des linguistes 1966. Han var medlem av Det Norske Videnskaps-Akademi, Det Kongelige Norske Videnskabers Selskab m.m.
Haugen myntade beteckningen den tionde vokalen om ett vokalfonem som finns i norska och svenska språkliga varieteter, men blivit ovanligare.
Han gifte sig med författaren Eva Lund Haugen 1932.